# Marion Roper
Marion Dale Roper (15 settembre 1910 – 10 febbraio 1991) è stata una tuffatrice statunitense.

## Palmarès

### Olimpiadi
- Bronzo a Los Angeles 1932 nella piattaforma femminile.